# Luvia
Luvia là một đô thị của Phần Lan.
Vị trí ở tỉnh của Tây Phần Lan thuộc vùng Satakunta. Đô thị này có dân số 3.269 người (năm 2003) và diện tích 167,79 km² trong đó có 2,29 km² là diện tích mặt nước. Mật độ dân số là 19,5 người trên mỗi km².
Dân đô thị này chỉ sử dụng tiếng Phần Lan